# Dürrnberg
Dürrnberg ist ein Dorf am gleichnamigen Höhenrücken zwischen Halleiner- und dem Berchtesgadener Becken direkt an der deutschen Grenze, sowie Ortschaft, Stadtteil und Katastralgemeinde der Stadtgemeinde Hallein im Tennengau (Bezirk Hallein), Österreich. Bis zur Zwangseingemeindung 1938 war Dürrnberg eine eigenständige Gemeinde.

## Geographie
Der Gemeindeteil von Hallein, Eigenbezeichnung Dürrnberg bei Hallein, trägt amtlich den Namen Bad Dürrnberg, die Katastralgemeinde die Bezeichnung Dürnberg.
Der Ortsname Dürrnberg bezeichnet die Hochfläche im Westen von Hallein, einen Auslauf des Roßfelds, das zum Salzachtal steil abfällt und sich nach Westen hin bis zur Landesgrenze zu Deutschland erstreckt. Es gehört zum Göllmassiv, der Rücken wendet sich dann im Nordwesten, von der Berchtesgadener Ache/Königsseeache bei Marktschellenberg und Hangendenstein durchbrochen, zum Untersberg hin (Kienberggrat zum Geiereck).
Die Ortschaft umfasst um die 250 Gebäude mit 874 Einwohnern (Stand 2025).
Zum Ortschafts- und Katastralgebiet, mit etwa 729 Hektar und nach Norden und Süden ausgedehnt, gehören auch das Dorf Fischpointleiten im Norden, die Dörfer Kranzbichl und Plaick im Süden und im Südwesten, zum Teil auch in Bayern liegend, das Dorf Gmerk und die Einzellage (Einzelgebäude und Gehöft) Stocker.
Im Norden endet das Gebiet direkt an der Ruine Thürndl, im Süden, wo sich der Abtswald erstreckt, vor Gschwandt und der Trockentannalm (Gemeinde Kuchl).
Hausberg Dürrnbergs ist der 1336 m ü. A. hohe Zinken(-kogel).

### Nachbarorte
Nachbarortschaften und -katastralgemeinden, bzw. Ortsteile und Gemarkungen in Deutschland sind:
| Neusieden (Ortst.) Scheffau (Ortst. u. Gmkg.) (beide Gem. Marktschellenberg, Lkr. Bgd.Ld., BY, DE) |                                             | Hallein (Ortsch. u. KG)                |
| Oberau (Gmkg. Au, Gem. Berchtesgaden, Lkr. Bgd.Ld., BY, DE)                                        | Kompassrose, die auf Nachbargemeinden zeigt | Gamp (Ortsch. u. KG)                   |
| Eck (Gemfr. Geb., BY, DE)                                                                          | Gasteig (Ortsch., Gem. Kuchl)               | Weißenbach (Ortsch. u. KG, Gem. Kuchl) |

### Geologie
Das stark kupierte, von Kelten-Gräben durchzogene Gelände deutet auf den geologischen Aufbau hin. Der Untergrund besteht aus Haselgebirge, einem Gemenge aus Kochsalz, Gips, Anhydrit und anderen Mineralien, das vor mehr als 250 Millionen Jahren am Grund einer flachen Lagune des Permmeeres abgelagert wurde. Das Salzgestein liegt jedoch nicht frei, sondern ist von einer mindestens 40 m starken Schicht ausgelaugten Haselgebirges überdeckt.

## Geschichte

### Keltische Zeit
Der Dürrnberg ist neben Hallstatt einer der wichtigsten Fundorte keltischer Gegenstände in Mitteleuropa. Er dürfte ein Siedlungsort der alpenkeltischen Ambisonten gewesen sein. Von etwa 600 v. Chr. bis etwa 50 v. Chr. wurde am Dürrnberg bergmännisch Salz abgebaut. Ein hier gefundenes Fragment griechischer Keramik von etwa 500 v. Chr. zeugt von weitläufigen Handelsbeziehungen, wobei das Salz als Exportgut diente.

### Mittelalter
Der Salzburger Erzbischof Adalbert III. (1145–1200) sah eine Konkurrenz zum Salzbergwerk in Dürrnberg und zu der seinerzeit noch salzburgischen Saline in Reichenhall, als Kaiser Friedrich Barbarossa den Salzabbau im Berchtesgadener Land sanktionierte, den „zweifellos“ schon weit früher prähistorische Siedler am so genannten Tuval bei Schellenberg sowie am Gollenbach betrieben hatten, der dann aber in Vergessenheit geraten und durch das Klosterstift Berchtesgaden wiederbelebt worden war. Nach dem Tod des Kaisers 1190, kam es noch im selben Jahr zu Überfällen auf das Berchtesgadener Land. Es war der Beginn der „Salzirrungen“, die sich über Jahrzehnte hinzogen. Und nachdem das Berchtesgadener Land – bereits 1455 von der Metropolitangewalt Salzburgs freigestellt – 1559 zur Fürstpropstei Berchtesgaden erhoben und damit als reichsunmittelbares Fürstentum eigenständig wurde, kam es auf dem Dürrnberg zu einem im Wortsinn grenzübergreifenden Salzabbau, der für weitere Konflikte sorgte.

### Frühe Neuzeit
Bereits im 16., 17. und im frühen 18. Jahrhundert war Dürrnberg ein Zentrum der besonders unter den Bergknappen populären reformatorischen Bewegung. 1686 wurden 60 bis 70 evangelische Personen ausgewiesen. 1752 gebot auf Berchtesgadener Seite Fürstpropst Jakob II. Pütrich 1572 nach dem Beispiel der Erzbischöfe von Salzburg „mehreren Untertanen am Dürrnberg, die dem Glauben abtrünnig geworden waren, aus dem Land zu ziehen.“ 1731 erließ der Salzburger Fürsterzbischof Leopold Anton Graf von Firmian das Emigrationsedikt. Es zwang mehr als 20.000 Evangelische zur Auswanderung aus Salzburg; dieses galt aber explizit nicht für die Knappen des am Dürrnberg gelegenen Salzbergwerks von Hallein: Deren Auswanderung hätte die Einkünfte aus dem Bergbau erheblich geschmälert. Dennoch entschlossen sich die protestantischen Knappen zur illegalen Auswanderung (Exulanten). Als Ziel wählten sie allerdings nicht, wie ihre Stadt-Salzburger Glaubensgenossen, Ostpreußen, sondern die Niederlande. So kam es am 30. November 1732 zum Auszug vom Dürrnberg:
780 Knappen schifften sich in Hallein ein. Nach langer, entbehrungsreicher Reise (allein 100 starben während der Fahrt an einer Fieberepidemie) kamen knapp 600 von ihnen schließlich auf der holländischen Insel Cadzand im heutigen Zeeuws Vlaanderen (Seeländisch Flandern) an, und nur etwas mehr als 200 schafften es, sich dort tatsächlich eine dauerhafte neue Existenz aufzubauen.

### 19. und 20. Jahrhundert
Nach der Säkularisation, die u. a. 1810 die Eingliederung des Berchtesgadener Landes in das Königreich Bayern zur Folge hatte, wurde 1829 zwischen Österreich und Bayern die Salinenkonvention als heute noch gültiger, ältester Staatsvertrag Europas geschlossen, wonach jährlich 180 Lehensbesitzern (davon etwa 90 aus Bayern), über deren Grund das einst für den Salzabbau benötigte Holz transportiert wurde, ein Deputat von einem Altzentner Salz (56 kg) ausgefolgt wird.
Neben dem Tauerngold war das Halleiner Salz die wirtschaftliche Basis für die große wirtschaftliche Souveränität des Fürstbistums Salzburg, das erst 1816, gemäß dem Vertrag von München bzw. in Folge der Beschlüsse des Wiener Kongresses, dem Kaisertum Österreich angegliedert wurde.
In dem mit den Volkszählungen in Zusammenhang stehenden Ortsverzeichnis wurde bis zur Ausgabe 1910 die Ortschaft Dürnberg genannt. (Eine Ausnahme bildeten 1890 die Special-Orts-Repertorien der im Reichsrathe vertretenen Königreiche und Länder,
die Dürrnberg vermerkten.)
1938, mit dem Anschluss Österreichs an Hitler-Deutschland, wurde die selbstständige Ortsgemeinde wie Katastralgemeinde per 1. Jänner 1939 der Stadt Hallein zwangseingemeindet („Groß-Hallein“).
Das Gebiet Dürrnberg der Stadtgemeinde Hallein wurde gemäß dem Salzburger Heilvorkommen- und Kurortegesetz im Juli 1976 als Kurort anerkannt. Der Ortsteil trägt gemäß Ortsverzeichnis 1981 (wegen seines sich auf Solebäder gründenden Status als Heilbad) den vorangestellten Namenszusatz „Bad“. Die Bezeichnung Heilbad Dürrnberg bezog sich zumindest bis ins Jahr 2000 auf den Kurort bzw. den Kurrayon und wurde in den 1980er Jahren auch offiziell postalisch verwendet.
1989, nach über 2500 Jahren Salzabbau, wurde der Bergbau von den Salinen Austria stillgelegt und die Mine seither ausschließlich als Schaubergwerk betrieben. Nach einer Testproduktion im Dezember 2019 erfolgte 2020 die Wiederaufnahme des Salzabbaus. Das ab diesem Jahr nur in geringen Mengen produzierte Salz ist das teuerste in der Produktpalette der Salinen Austria AG und soll an die gehobene Gastronomie, private Endverbraucher, Einheimische und Touristen unter der Bezeichnung „Fleur de Sel der Alpen“ verkauft werden.

## Kultur und Sehenswürdigkeiten
- Siehe auch: Liste der denkmalgeschützten Objekte in Hallein-Dürnberg

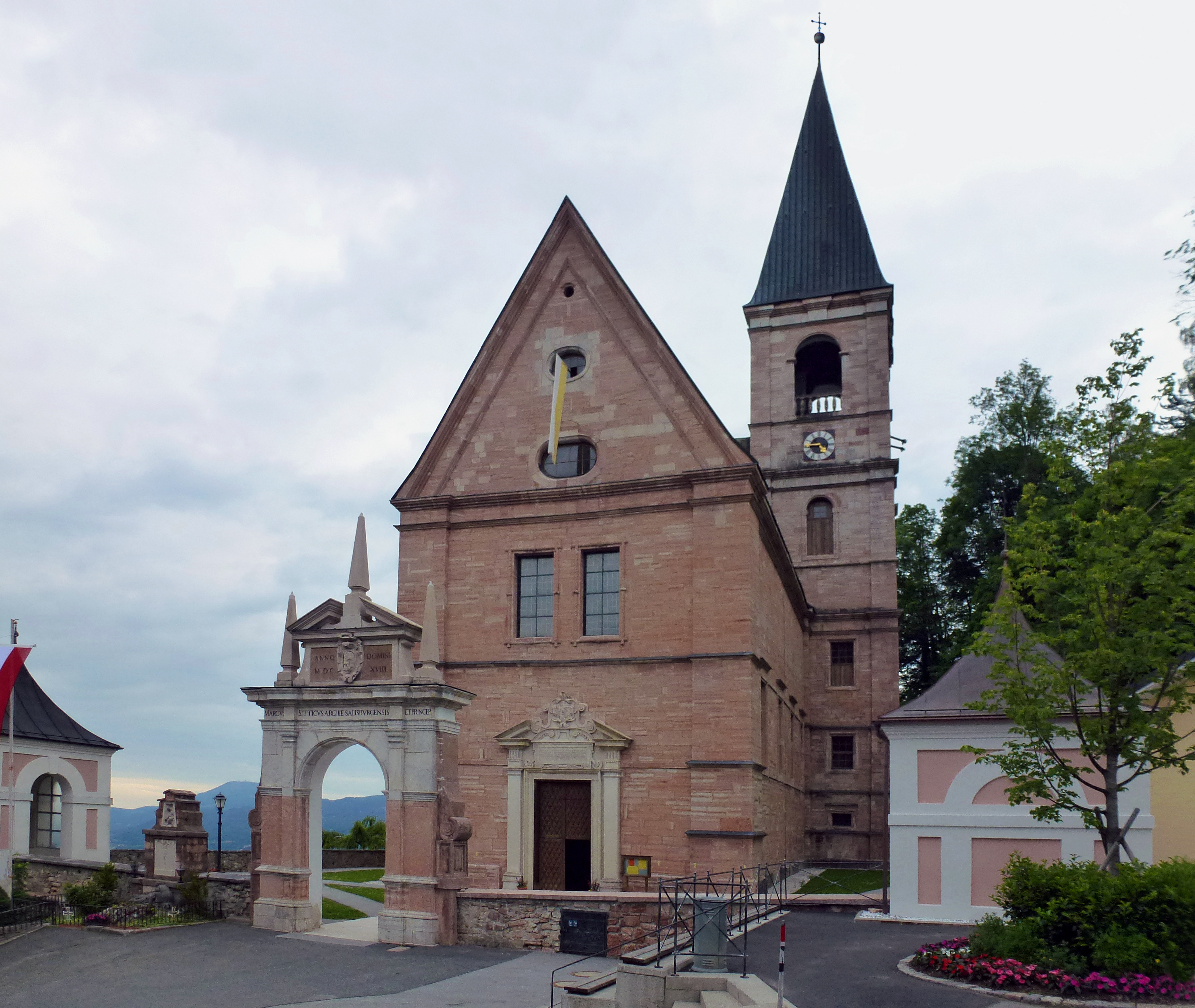
Pfarr- und Wallfahrtskirche Dürrnberg

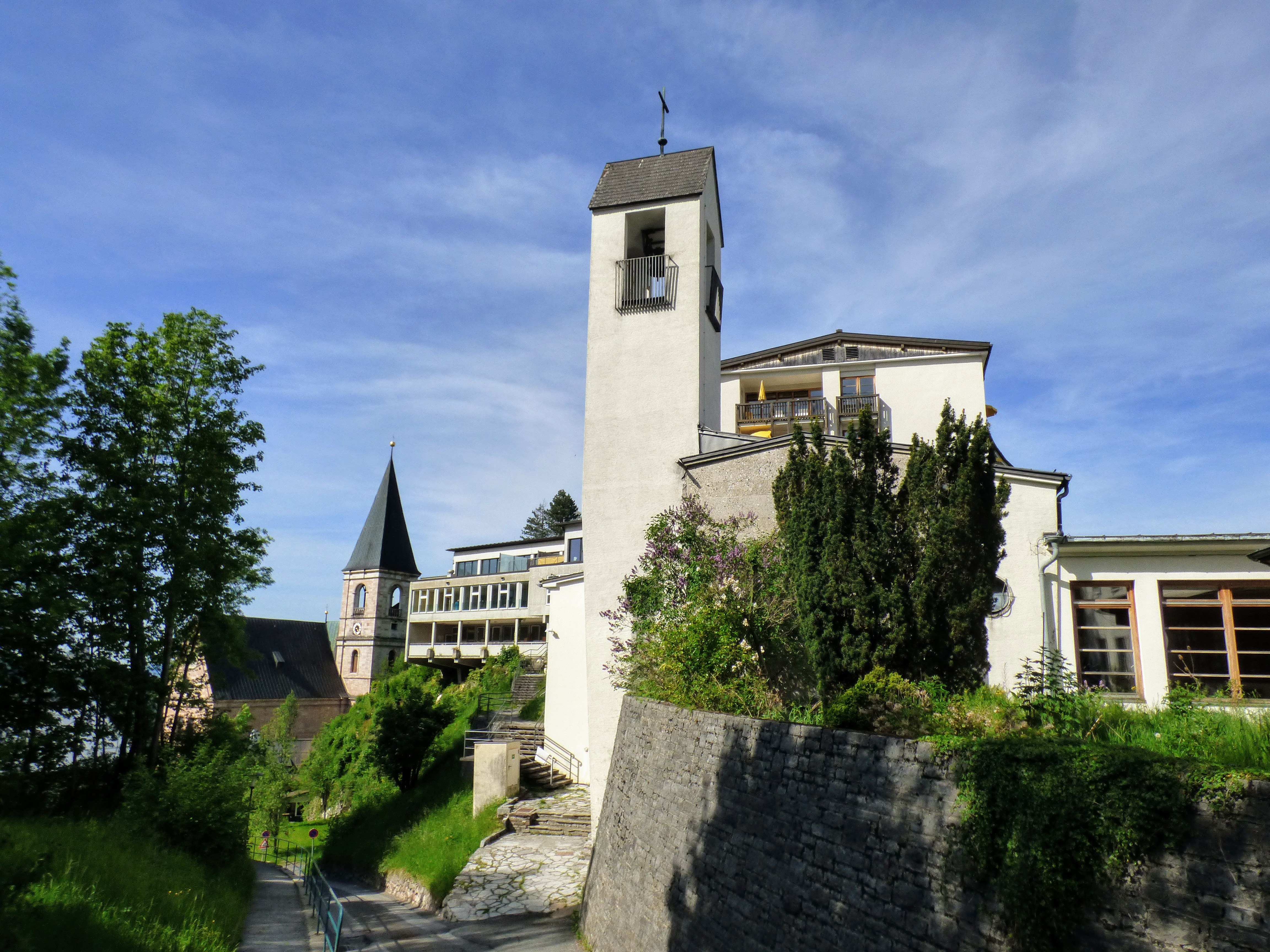
Kapelle Kuranstalt Dürrnberg

- Pfarr- und Wallfahrtskirche Dürrnberg (15. August), bedeutendes Beispiel frühbarocker Sakralarchitektur, zwischen 1594 und 1612 teils auf gewachsenem Fels und teils auf einer Abraumhalde des Dürrnberger Steinbruchs errichtet
- Kapelle Kuranstalt Dürrnberg hl. Josef
- Lieb-Frauen-Bründl (Mitte 16. Jahrhundert)[14]
- Salzwelten Hallein
- Keltendorf Dürrnberg/Hallein[15]
- Predigtstuhl am Dürrnberg, tatsächliche Predigtstätte des Kryptoprotestantismus der Bergknappen, seit 1686 bezeugt. Als Naturdenkmal (NDM 169) geschützt.[Anm. 2]
- Bergknappenmusikkapelle Dürrnberg
- Dürrnberger Schwerttanz (seit 2011 Immaterielles Kulturerbe in Österreich)[16]
- Dürrnberger Weihnachtsschützen als Teil des Salzburger Festschützenwesen Immaterielles Kulturerbe in Österreich.
- 1978 wurde gemäß Salzburger Ortsbildschutzgesetz ein großer Teil der Katastralgemeinde Dürnberg zu einem Ortsbildschutzgebiet erklärt.[17]
- Stolperstein für Ursula Sandgathe, siehe: Liste der Stolpersteine in Hallein

## Wirtschaft und Infrastruktur

### Verkehr

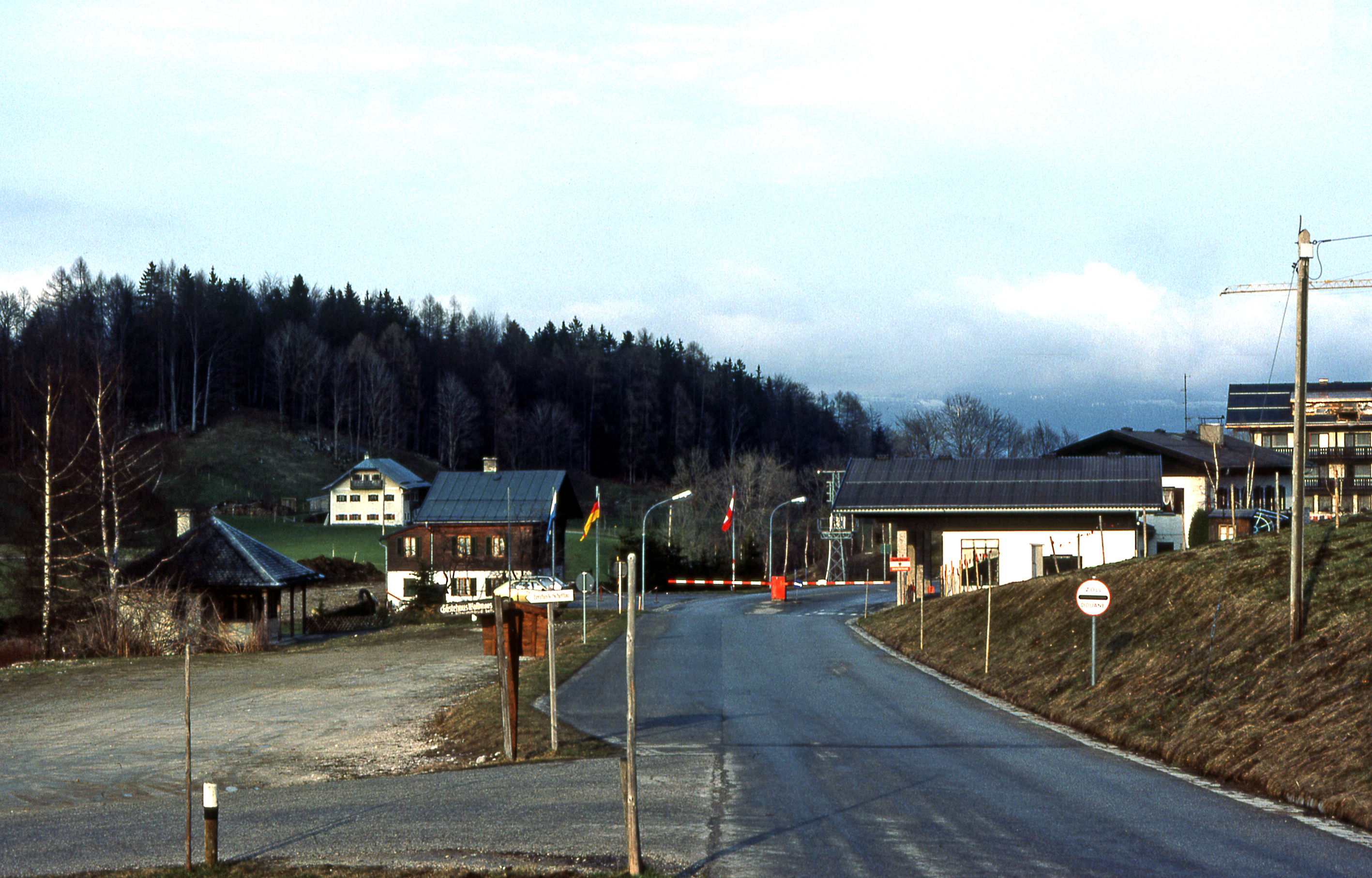
Bad Dürrnberg, Grenzübergang, von Deutschland aus gesehen (1982)

Im Juni 1982 wurde die L 256 Dürrnberg Landesstraße fertiggestellt.
Diese führt, bei 5,7 km Länge und Steigungen von maximal zehn Prozent, von der Hallein durchziehenden Salzachtal Straße (B 159) bis zur Staatsgrenze zu Deutschland beim Grenzübergang Dürrnberg.
Bis zur Eröffnung der Landesstraße konnte Bad Dürrnberg nur auf einer einspurigen, bis zu 34 Prozent steilen Straße erreicht werden. Größere Fahrzeuge mussten über deutsches Staatsgebiet (Grenzübergang Neuhäusl, Marktschellenberg, Bayern) auf den Dürrnberg fahren.
Von August 1952 bis zur Eröffnung der Landesstraße 1982 war das für den Dürrnberg bestimmende öffentliche Verkehrsmittel die Salzbergbahn Hallein, eine aus Mitteln des Marshallplans errichtete Umlauf-Kabinenbahn (System Girak), die von Hallein (Salzberghalle) zu der unweit der Wallfahrtskirche Mariae Himmelfahrt gelegenen Bergstation bei 1.550 Metern Länge 349 Höhenmeter überwand. Ende der 1990er Jahre wurde die Privatisierung der Bahn angestrebt. Erfolglose Bemühungen sowie unter anderem der Vorzug von Investitionen im Bereich der Zinkenlifte mündeten in die Einstellung: Nach 49 Jahren fuhr am 30. September 2001 die Bahn zum letzten Mal.
In der Folge wurde die Anlage abgebaut, diverse Grundstücke wurden (zur Bebauung) veräußert.
Die Linie 41 des Regionalverband Tennengau, betrieben von der Postbus-AG, verbindet heute Bad Dürrnberg mit dem Bahnhof, dem Krankenhaus und dem Stadtzentrum von Hallein. Die Busse verkehren jeweils fünf Minuten vor der vollen Stunde vom Bahnhof Hallein. Haltestellen gibt es sowohl beim Salzbergwerk als auch beim Skigebiet (Zinkenlift). Das Dorfzentrum, in dem sich das Kurhaus befindet, liegt etwas abgelegen und wird nicht von der Buslinie bedient, kann jedoch in etwa zehn Minuten von der Haltestelle Zinkenlift erreicht werden. Die Busse fahren stündlich nach Dürrnberg.

### Fremdenverkehr und Sport
Auf dem Zinkenkopf (regional auch Zinkenkogel, deutscherseits auch nur Zinken), beim Ort Gmerk, gibt es ein kleines, im Bedarfsfall künstlich beschneites, mit Berchtesgaden grenzübergreifendes Skigebiet mit 2 Schlepp- sowie einen Sessellift sowie seit August 2000 einer 2,2 km langen Sommerrodelbahn, der längsten des Landes Salzburg.
Von 2. bis 5. Februar 2012 fanden auf dem Zinkenkogel im Rahmen der Nationalen Winterspiele von Special Olympics 2012 die Bewerbe Ski Alpin sowie Snowboard statt.